# Moreuil
Moreuil é uma comuna francesa na região administrativa de Altos da França, no departamento de Somme. Estende-se por uma área de 23,43 km². Em 2010 a comuna tinha 3 996 habitantes (densidade: 170,6 hab./km²).